# گالری سرپنتاین (آلبوم)
| بررسی انتقادی | بررسی انتقادی |
| منبع          | رتبه‌بندی      |
| ------------- | ------------- |
| آل‌میوزیک      | [ ۱ ]         |

گالری سرپنتاین (به انگلیسی: Serpentine Gallery) نخستین آلبوم استودیویی از گروهٔ موسیقی گوتیک راک سوئیچ‌بلید سمفونی می‌باشد. نسخهٔ دلوکس این آلبوم با دیسک جایزه در سال ۲۰۰۵ منتشر شد.